# Emilio Morera
Emilio Morera Llauradó (Tarragona, 31 de diciembre de 1846-Tarragona, 10 de febrero de 1918) fue un historiador y arqueólogo español.
Estudió filosofía y letras y derecho en la Universidad de Barcelona, licenciándose en 1873. Dirigió el Diario de Tarragona entre 1881 y 1883. Fue elegido diputado provincial por el Vendrell en 1884. 
Desde 1890 se dedicó plenamente a la investigación histórica, donde sobresalió por su rigor y utilización razonada de los datos objetivos. Sostuvo que la muralla de Tarragona era completamente romana, hipótesis confirmada posteriormente. Sus obras, especialmente las de ámbito medieval, se consideran aún válidas.
Fue miembro de la Real Academia de Bellas Artes de San Fernando, de la Acadèmia de Bones Lletres de Barcelona y vicepresidente de la Comisión Provincial de Monumentos de Tarragona. En 1901 era el director del Boletín Arqueológico, órgano de la Societat Arqueòlogica Tarraconense. Su obra más importante es Tarragona Cristiana, de la que sólo se publicaron los dos primeros volúmenes (1897 y 1898), quedando el resto inédito hasta 1954-1967, cuando los editó el Institut d'Estudis Tarraconenses Ramón Berenguer IV. La Diputación de Tarragona publicó posteriormente la segunda edición de los cinco volúmenes. En 1909, Emilio Morera redactó la parte dedicada a la provincia de Tarragona de la Geografía de Catalunya dirigida por Francesc Carreras i Candi.

## Obras
- "Fiestas en Tarragona durante el primer tercio del siglo XVII", Boletín Arqueológico. Año I, núm. 3 (1901, mayo-junio); p. 25-30

- Memoria o descripción histórico artística de la Santa Iglesia Catedral de Tarragona hasta nuestros días. Tarragona: Establecimiento tipográfico de F. Arís e Hijo, 1904

- "Noticia histórica del cerco amurallado de Montblanch, y hechos históricos con que se relaciona", Boletín Arqueológico. Época II, núm. 13 (1916, set.-oct.); p. 53-66

- "Nuestras murallas antiguas y modernas: trabajo inédito de Don Emilio Morera", Boletín Arqueológico. Época II, núm. 22 (1919, enero-marzo); p. 25-43

- "Los Panteones reales de Poblet i Santas Creus"

A: Revista de la Asociación Artístico Arqueológica Barcelonesa. Año III, Núm. 11 (1899, enero-febrero); p. 100-113
- Provincia de Tarragona: Geografía General de Catalunya. Barcelona: Establiment Editorial de Albert Martín, [1909?]

- El Puerto de Tarragona. Tarragona: Tipografía de F. Sugrañes, 1910.

- Reseña histórica de la Comuna del Camp de Tarragona: Institución foral, nacida y desarrollada durante la Edad Media en el territorio denominado "el Campo de Tarragona". Tarragona: Est. Tip. Llorens, Gibert y Cabré, 1901

- Tarragona antigua y moderna: Descripción histórico arqueológica de todos sus monumentos y edificios públicos, civiles, eclesiásticos y militares: y guia para su fácil visita examen e inspección. Tarragona: Establecimiento tipográfico de F. Arís e Hijo, 1894

- Tarragona Cristiana: Historia del Arzobispado de Tarragona y del territorio de su provincia (Cataluña la Nueva). Tarragona: Establecimiento Tipográfico de F. Arís e Hijo, 1897-1899. 2 v.

- Tarragona Cristiana. Tarragona: Institut d'Estudis Tarraconenses Ramón Berenguer IV, 1954-1959. 5v.

- Tarragona Cristiana. Tarragona: Institut d'Estudis Tarraconenses Ramón Berenguer IV, 1981-2001

- "Tarragona en la invasión francesa de 1808: trabajo inédito de D. Emilio Morera", Boletín Arqueológico. Época II, Núm. 25 (1919, oct.-dic.); p. 89-95; Núm. 26 (1920, enero-marzo); p. 1-7; Núm. 27 (1920, abril-junio); p. 17-23; Núm. 28 (1920, julio-septiembre); p. 33-37

- Datos: Q8775560